# Jaume Gassull
Jaume Gassull i Almenar, más conocido por su alias Jaume Gassull o Jaume Gaçull,  ( Reino de Valencia, XV – Reino de Valencia  de 1515 ) fue un poeta valenciano que escribió su obra en valenciano.

## Biografía[3]
Su padre, Andreu Gassull, consejero y secretario de Alfonso el Magnánimo, que acompañó a Nápoles, se casó en segundas nupcias con Isabel de Almenar, con la que tuvo tres hijos: Jaume, Beatriu y Andreu, de los que Andreu fue seguramente el primogénito. Su primera esposa fue Aldonça, con quien tuvo una hija.
La vida de Jaume Gassull es mayormente desconocida. No se han encontrado capitulaciones matrimoniales, a diferencia de sus hermanos y de su hermanastra, por lo que puede que no contrajera matrimonio. Fue uno los caballeros a los que la ciudad nombró en 1487 para guardar la puerta de Quart, con motivo de una peste. En 1507, se le volvió a hacer el mismo encargo debido a otra peste. También se sabe que intervino en una operación mercantil con azafrán…
Entre sus obras más conocidas destacan las siguientes: 
- La berrea de los campesinos de la huerta de Valencia contra el venerable cura Fenollar (c. 1490)
- La vida de Santa Magdalena en coplas (1496)
- El proceso de las aceitunas (con Bernat Fenollar y cuatro contertulios) (1497)
- El sueño de Joan Joan (1497)
- En el reverendo Mossén Fenollar, como procurador de moreno